# استوارت کاروترز
استوارت کاروترز (انگلیسی: Stuart Carruthers؛ زادهٔ ۳۱ مارس ۱۹۷۰) ورزشکار هاکی روی چمن اهل استرالیا است.
وی در مسابقات کشوری و بین‌المللی در مجموع برندهٔ ۱ مدال برنز شده‌است.